# 每日电讯报 (澳洲)
《每日电讯报》（简称为The Tele）是一份澳大利亚的小開型报纸，由澳大利亚新闻集团拥有，主要在澳洲悉尼與新南威尔士州发行。

## 历史
《每日電訊報》創辦於1879年，一直在悉尼出版，直至1990年收購同是新闻集团旗下的姊妹晚報——《每日鏡報》，並易名《每日电讯鏡报》（The Daily Telegraph-Mirror），但出版模式仍是分成早報與晚報，後來才取消晚報的發行。在2013年有民意調查結果顯示《每日電訊報》是澳洲信任度最低的主流報刊之一。2018年，在国际市場調查研究公司AC尼爾森所做的媒體排名中，《每日電訊報》的網站是澳洲最受歡迎的新聞網站第六名，每月不重複造訪讀者人數為284萬1381人。

## 其他雪梨報纸
- 雪梨晨鋒報（The Sydney Morning Herald）

## 外部連結
- The Daily Telegraph website （页面存档备份，存于）
- The Sunday Telegraph website （页面存档备份，存于）
- commentary on Daily Telegraph and John Brogdens suicide attempt （页面存档备份，存于）